# BremerhavenBus

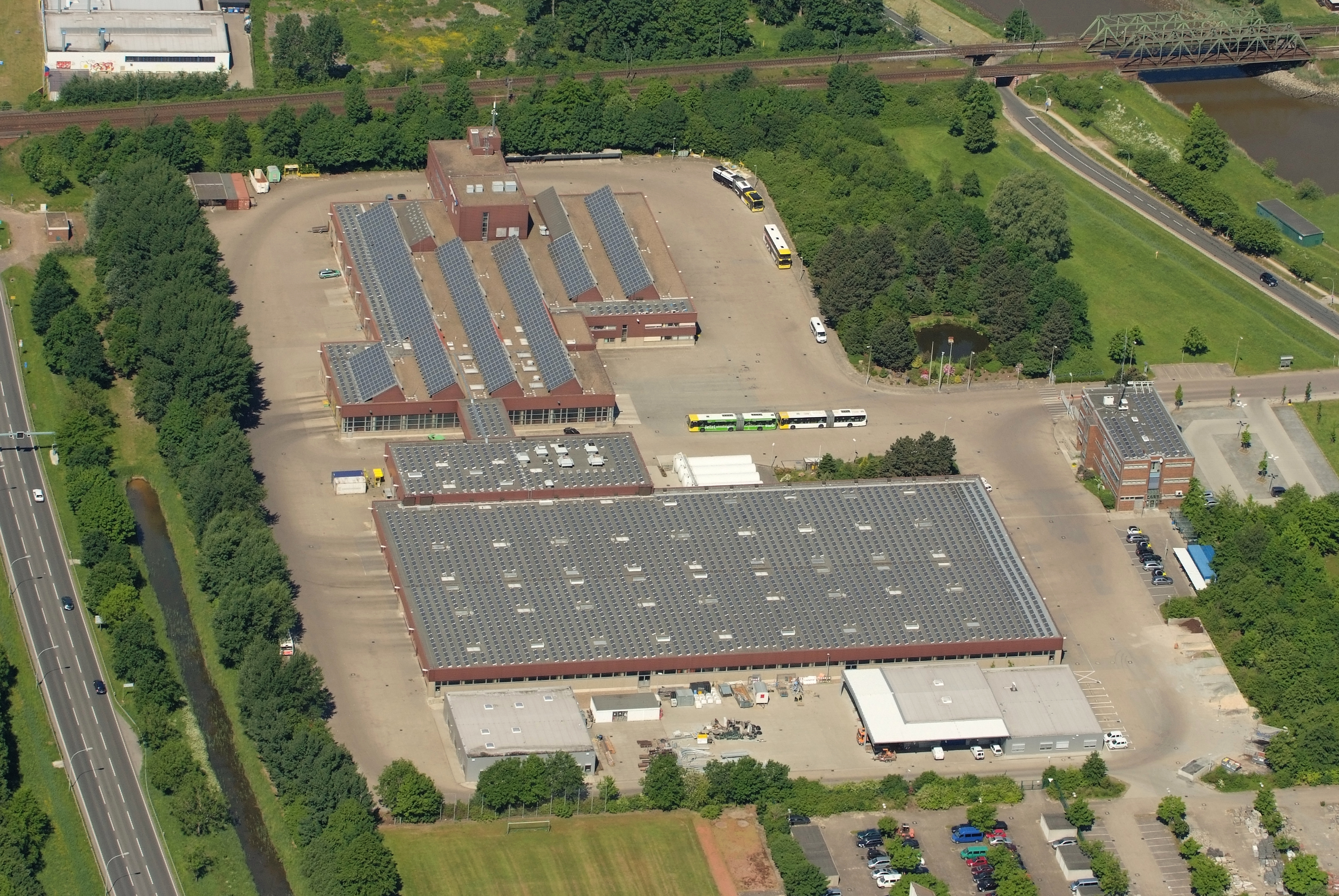
Sitz der VGB, heute BremerhavenBus (Luftbild 2012)

BREMERHAVEN BUS ist seit 1881 für den städtischen ÖPNV in Bremerhaven verantwortlich. Dieses Label wurde erst in diesem Jahrhundert eingeführt. Damals, 1881, begann der Nahverkehr mit der Bremerhavener Straßenbahn. Die Linienbusse der Verkehrsgesellschaft Bremerhaven AG (VGB) fahren im Auftrag der BVV.
Die letzte Straßenbahnlinie wurde 1982 auf Busbetrieb umgestellt. Der Hauptumsteigepunkt ist der Hauptbahnhof; die Omnibusse vieler Stadtbus- und Regionalbus-Linien halten hier.

## Geschichte

### Gründung und Namensentwicklung
Die von Heinrich Alfes beantragte Konzession an die Bremerhavener Pferdebahn auf 50 Jahre, erfolgte 1879 für Bremerhaven durch den Bremer Senat und für die preußischen Gebietsteile Lehe und Geestemünde durch das Landesdirektorium in Hannover.
1881 wurde von dem Bremer Unternehmer Alfes die Bremerhavener Straßenbahn gegründet.
1920 beteiligten sich Bremerhaven, Geestemünde und Lehe mit dem Ankauf der Hälfte des Aktienkapitals an der Bremerhavener Straßenbahn AG. 1926 wurde daraus die Straßenbahn Bremerhaven-Wesermünde A.-G., 1939 die Straßenbahn Wesermünde A.-G. und 1947 die Verkehrsgesellschaft Bremerhaven AG (VGB).

### Von der Pferdebahn zur Straßenbahn
Am 26. Juni 1881 wurde die erste Strecke der Pferdestraßenbahn eröffnet. Man hielt die haltestellenlose, eingleisig ausgeführte Pferdebahn mit Ausweichstellen durch Winken an. Bald gab es über 170 Pferde. Ab 1891 fuhr die Bahn Richtung Wulsdorf über die Georgstraße bis zur Schweizerhalle (Pferdebahndepot). 1892 nutzten 1.303.478 Personen die Pferdebahn. 1896 wurde eine Linie nach Speckenbüttel in Betrieb genommen. Die Strecken wurden sukzessive zweigleisig ausgebaut.
Von 1898 bis 1908 wurde die Pferdebahn zu einem elektrischen Straßenbahnbetrieb, zunächst als Akkumulatorenbahn (Akku-Bahn), umgebaut. Ab 1898/1899 fuhr die Linie Karlsburg – Kaiserstraße – Rothersand – Lloydhalle von 1897. An dieser Strecke – im nordwestlichen Teil – wurde Ende des 19. Jahrhunderts das Ausflugslokal „Seelust“ errichtet; beteiligt waren die Straßenbahn und eine Bremer Brauerei.
1908 gab es fünf farblich gekennzeichnete Linien:
Linie 1, Orange: Bremerhaven Marktplatz – Rothersand
Linie 2, Rot: Bahnhof Geestemünde – Depot Lehe
Linie 3, Grün: Depot Wulsdorf – Rickmersstraße – Rothersand
Linie 4, Weiß: Fischereihafen – Rickmersstraße – Rothersand
Linie 5, Rot: Depot Lehe – Speckenbüttel

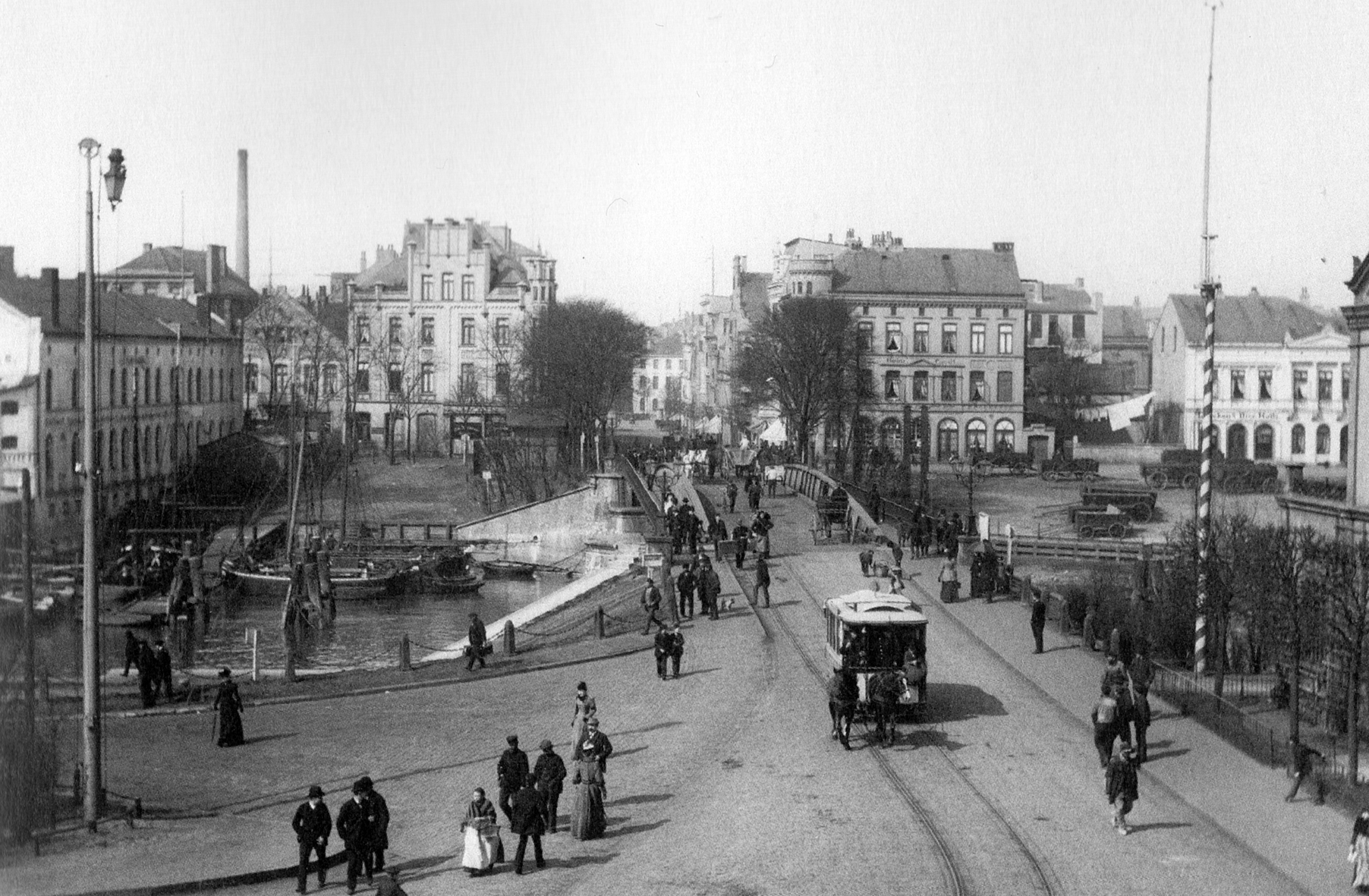
1895: Alte Geestebrücke mit Pferdebahn

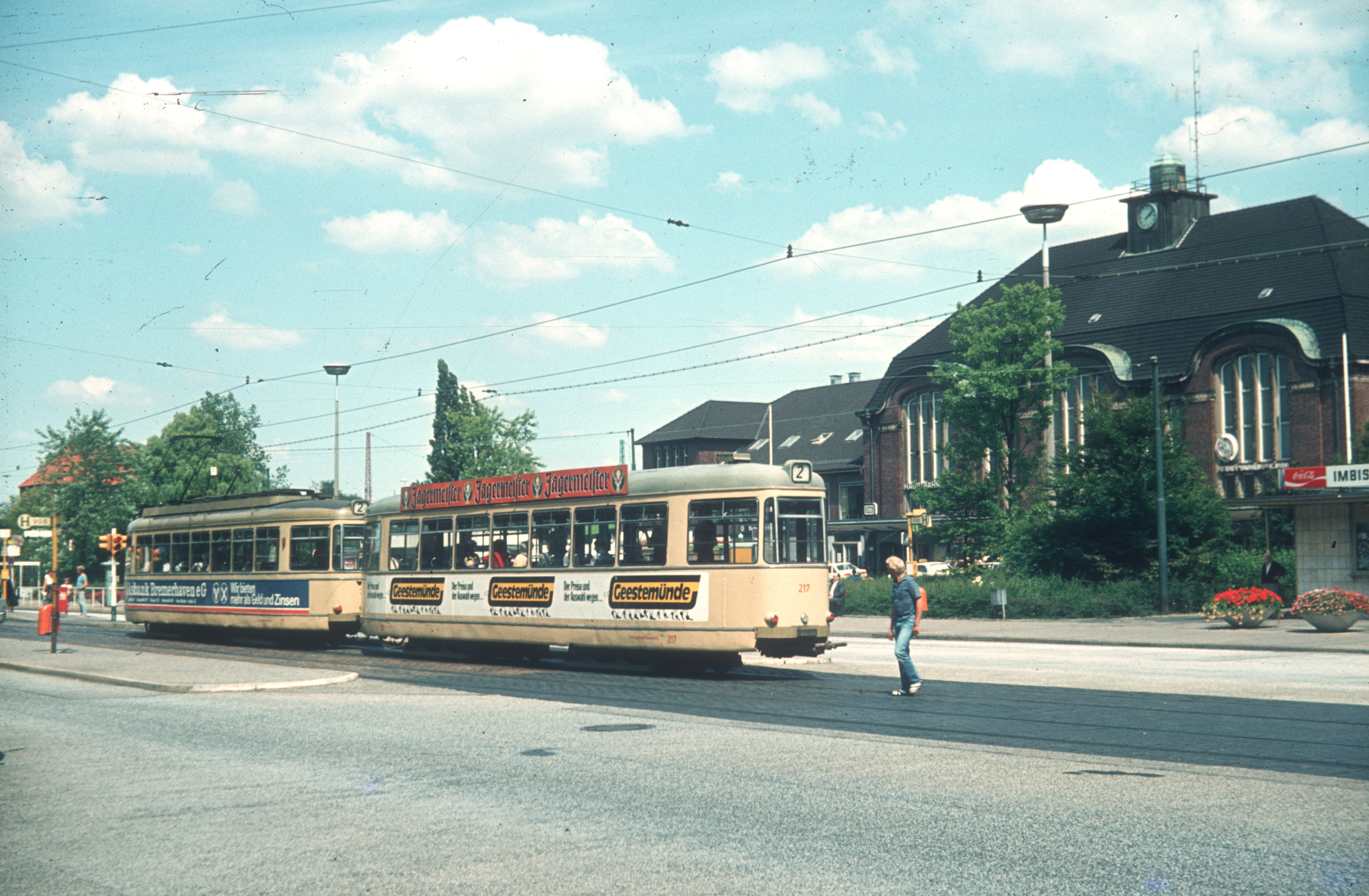
1982: Straßenbahnzug vor dem Hauptbahnhof

1908 waren 184 Mitarbeiter beschäftigt. Es gab 88 Trieb- und Beiwagen sowie 22 Turm- und Materialwagen. 1911 erfolgte die Einbeziehung des Kleinbahnhofs der Niederweserbahn an der Weserstraße.
Seit dem 3. Juni 1925 sind auch Motorbusse im Einsatz. 1927 betrug die Streckenlänge der Straßenbahn ca. 21 km. Die Straßenbahnlinie 2 wurde vom Bahnhof Langen bis zum Park Friedrichsruh verlängert. 1935 wurden die ersten elektrischen Weichen eingeführt. Von 1931 bis 1933 betrieb die Verkehrsgesellschaft die Fähre im Fischereihafen und von 1953 bis 1964 die Fähre im Kaiserhafen.
In der Nachkriegszeit wurden von 1947 bis 1958 neben den Straßenbahnen und Dieselbussen auch Oberleitungsbusse auf der Linie I Hauptbahnhof – Schiffdorf und ab 1949 Linie II Hauptbahnhof – Lehe – Stresemannstraße eingesetzt. Die Kennzeichnung der Omnibusstrecken erfolgte bis 1960 mit Buchstaben von A bis U (mit Lücken).
Ab Herbst 1960 gab es noch die Straßenbahnlinien 2: Stadtgrenze Langen – Lehe – Ernst-Reuter-Platz – Hauptbahnhof und 3: Bahnhof Lehe – Rotersand – Hauptbahnhof. Vor 1960 führte die Linie 4 ab Weserlust zum Fischereihafen und die Linie 3 noch durch Wulsdorf zum Straßenbahnhof (heutige VBN-Haltestelle Wulsdorf Mitte). Buslinien übernahmen diese und andere Bereiche.
Von 1961 bis 1980 gab es das Busdepot an der Stadtgrenze zu Langen; zusätzlich mit Gleisschleife und Abstellgleisen für die Straßenbahn (bis 1982 in Benutzung). Seit 1980 ist der Omnibusbetriebshof neben der Feuerwache an der Straße Zur Hexenbrücke 11 in Betrieb. Seit 1965 werden auch Gelenkbusse eingesetzt, seit 1966 im Einmannbetrieb (ohne Schaffner).
Mit Beginn des Sommerfahrplans 1966, am 1. Juni, führte die Verkehrsgesellschaft Bremerhaven AG (VGB) die Streifenkarte und deren Selbstbedienung via Fahrschein-Entwerter ein.
1969 verwaltete die VGB 82 Solobusse, 12 Gelenkbusse, 13 Straßenbahn-Triebwagen und 17 Beiwagen. 17 Buslinien und eine Straßenbahnlinie wurden betrieben.

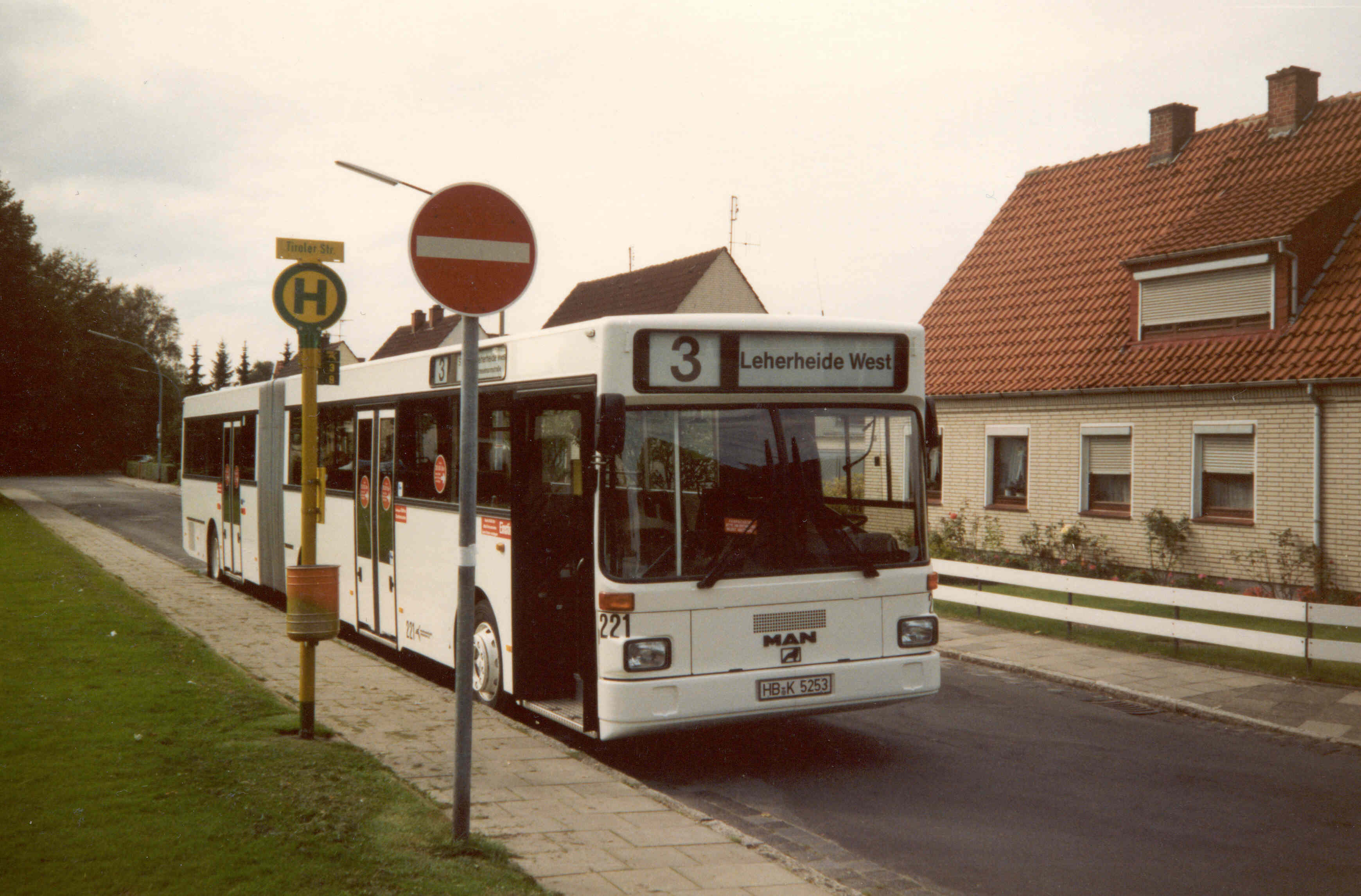
VGB-Bus in Bremerhaven, Surheide (1990)

### ÖPNV durch Busse

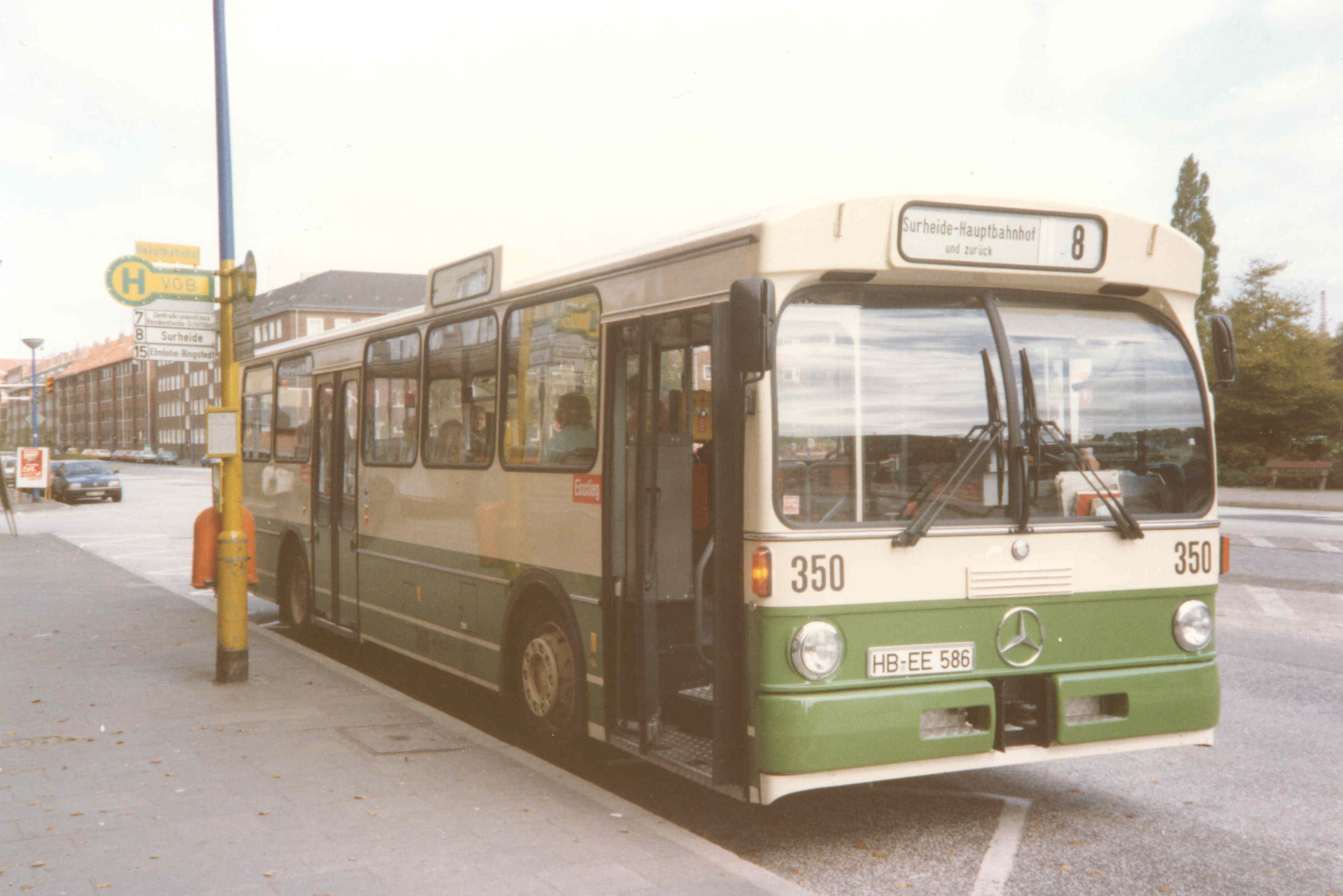
1983-09-25 KOM 350 Hbf (10-22A)

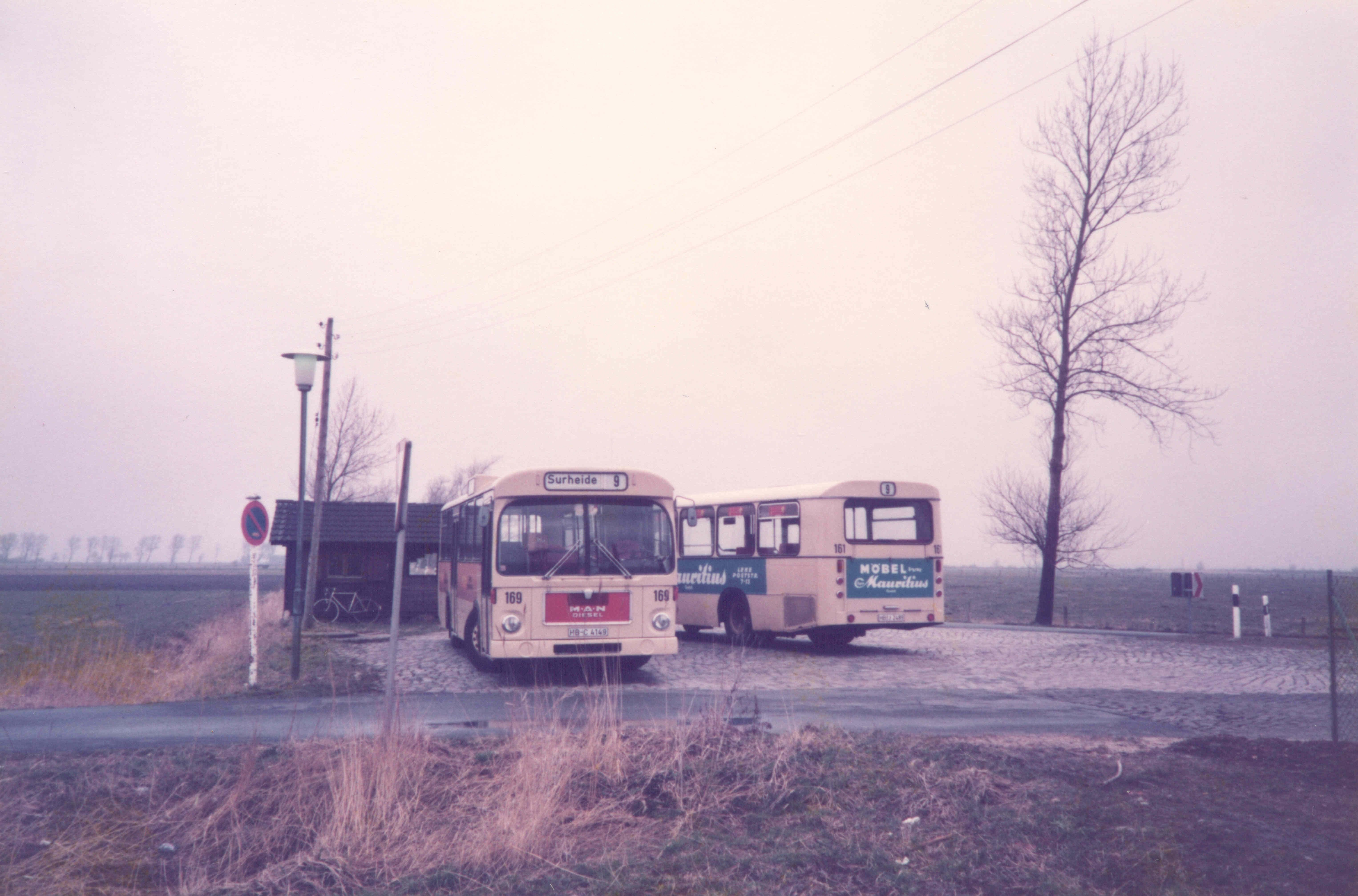
1984-04-04 KOM 169+161 Hst_Deichstr-Imsum_(12-15)

Der Stadtteil Leherheide, damals nur das „Alt-Leherheide“ mit Einzelbebauung, erhielt Anfang der 1950er Jahre eine Busanbindung. Eine dichtere Wohnbebauung, vergleichbar mit Grünhöfe, entstand merklich erst ab 1960.
Das erste neue Wohngebiet nach dem Zweiten Weltkrieg mit dichter Bebauung entstand in Grünhöfe. Man entschloss sich diesen Geestemünder Ortsteil ab 1957 mit Bussen anzubinden.
Bis 1972/73 wurden die Linien 2, 3, 5/6 und 7/8 an allen Tagen der Woche im 10-Minuten-Takt bedient.
Mitte der 1970er Jahre hielt auch die Ganzreklame im VGB-Busbereich Einzug. Der MAN-Gelenkbus vom Typ 890 UGM 16A, Wagen 105 war damals der erste mit der sogenannten Pop-Werbung (Vollwerbung) in Bremerhaven. Die beworbene Diskounter-Kette gibt es heute nicht mehr.
Ab 1976 wurden die Hauptlinien während der Oster- und Sommerferien (montags–sonnabends) vom 10-Minuten-Takt auf einen 12-Minuten-Takt gestreckt; kundgetan auf den entsprechenden Fahrplantabellen durch einen eingedruckten Stempel „Ferienfahrplan für die Oster- und Sommerferien“. Der ungewohnte Takt für die Ferien- und Sommerzeit kam bei der VGB bis 1982 zur Anwendung.
Damals gab es als Vorläufer zu den heutigen Nachtlinien ML/NL die Omnibuslinie N. Unter anderem verkehrte diese VGB-Nachtlinie am Heiligen Abend ausnahmsweise bereits ab etwa 17:30 Uhr.
1982 wurde die letzte Straßenbahnlinie 2 auf Busbetrieb umgestellt, seitdem sind im gesamten Netz ausschließlich Omnibusse unterwegs. Die neueren Straßenbahnwagen aus 1968 (Hansa-Kurzgelenkwagen) gingen an die Straßenbahn Bremen, die den gleichen Typ einsetzte. Einige Wagen – darunter alle Hansa-Triebwagen – wurden 1995/1998 an die Straßenbahn Timișoara in Rumänien abgegeben.
Drei ältere (andere) Wagen besitzt der Verein Bewahrung der historischen Werte Bremerhavens (Standort Heinschenwalde) und ein Zug ist im Hannoverschen Straßenbahn-Museum.
1989 bedienten 47 Gelenkbusse und 36 Standardbusse das Netz aus 13 Linien mit einer Linienlänge von 166,5 km. Es wurden 342 Mitarbeiter beschäftigt. Ab 1990 wurde der Betrieb auf Niederflurbusse umgestellt, beginnend mit zwei Solofahrzeugen.
1992 ist der 90-Minuten-Tarif eingeführt worden: Der damalige Einzelfahrschein zu 2,70 DM für Erwachsene bzw. 1,40 DM für Kinder wurde zur Zeitkarte mit 90 Minuten dauernder Gültigkeit bei beliebigen Fahrzeugwechsel (auch Rückfahrt). Das 90-Minuten-Ticket gibt es bis heute (2022).
1992 gab es erste Anzeichen für ein rechnergestütztes Betriebsleitsystem (RBL), das 1993 konkretisiert wurde. Das erste Teilstück der heute durchgehenden Busspur vom Hauptbahnhof zur Wilhelm-Raabe-Schule ging in Betrieb. An den neuen Linienbussen wurden zur Linien-, Ziel- und Streckenanzeige Matrixanzeigen verwendet.
1997 wurde der „City-liner“ (Linie CL) nach Langen verlängert. Der „Moon-liner“ (Linie ML) verkehrte erstmals zum Fahrplan 1997/98. Sellstedt und Bramel wurden durch die Buslinie 7 bedient und die Überlandlinie 15 nach Bramel und Köhlen eingestellt. Um das Schierholz-Gebiet besser zu erschließen, konnte die Linie 8 (heute 508) durch den kompletten Lotjeweg verlängert werden.
1998 wurde der Weser Sprinter (Gemeinschaftslinie 440) eingerichtet; zunächst wurde mit dem Linienbus per Weserfähre von Bremerhaven nach Blexen übergesetzt, um weiter Richtung Brake und Oldenburg zu fahren.
Ab 2001 tragen die VGB-Linienbusse Namen von Hafenstädten, die in der ersten Tür eingeklebt wurden.

### Zahlen zum Betrieb und den Fahrgästen
2011 wurde durch BremerhavenBus ein Gebiet in und um Bremerhaven von 470,11 km² mit 324.000 Einwohnern durch 18 Linien versorgt mit einer Linienlänge von 310,48 km und 255 Haltestellen. Die Betriebsleistung betrug 60,77 Mio. Personen-Kilometer im Linienverkehr, wobei 13,67 Mio. Personen 2011 befördert wurden. Der Fahrzeugbestand belief sich auf 13 Linienbusse und 57 Linien-Gelenkbusse. Die VGB beschäftigte 202 Mitarbeiter.
Die Fahrgastzahlen beliefen sich 1882 auf 846.944 und 1892 auf 1.303.478 Personen. 1980 wurden 20,7 Mio. Fahrgäste befördert, 1989 rund 18 Mio., 2011 noch 13,7 Mio. und 2015 waren es 14,6 Mio. Personen.

## Linien
Montags bis freitags fahren die Busse grundsätzlich von ca. 5:00 bis gegen 0:30 Uhr, am Wochenende durchgehend. Die Hauptlinien 502 und 504/505/506 verkehren alle 10 Minuten, in den Nebenverkehrszeiten alle 30 Minuten, samstags alle 15 Minuten, sonn- und feiertags alle 20 Minuten. Die Schnellbuslinie S verkehrt nur montags bis freitags zwischen 6:30 und 18:30 Uhr (Takt: 30 Minuten).
Die Nachtbuslinie ML wird samstags stündlich von 1 bis 5 Uhr und sonntags stündlich von 1 bis 7 Uhr betrieben, da die übrigen Linien sonntags erst ab 8 Uhr einsetzen. Das Nachtangebot wird durch die Linie NL mit zwei Fahrten um 1 und 3 Uhr ab Debstedt bzw. um 2 und 4 Uhr ab Wulsdorf ergänzt.
In der Kreuzfahrtsaison wird das ColumbusCruiseCenter (Kreuzfahrt-Terminal ehem. Columbusbahnhof) mit einem Shuttlebus angefahren.
Linienführungen, Stand März 2025
S Schnellbus:  Leherheide West – Stadtverwaltung – Stadtmitte – Georgstraße – Wulsdorf/Bohmsiel
502 Leherheide West – Lehe – Stadtmitte – Hauptbahnhof – Grünhöfe (– Wulsdorf/Bohmsiel)
503 Leherheide West – Stadtverwaltung – Hauptbahnhof – Surheide
504 Schulzentrum Langen – Rotersand – Stadtmitte – Hauptbahnhof – Bohmsiel – IKEA
505 Debstedt – Langen – Rotersand – Stadtmitte – Hauptbahnhof – Bohmsiel – IKEA
506 Leherheide Ost – Rotersand – Stadtmitte – Wulsdorf, Bahnhofstraße
507 Spaden – Stadtverwaltung – Hauptbahnhof – Schiffdorf (– Bramel)
507 AnrufLinienTaxi: Spaden, Wehdener Str. – Spadener See
508 Leherheide West – Schierholz – Stadtmitte – Hauptbahnhof – Klinikum Bremerhaven
509 (Langen –) Imsum – Lehe – Stadtmitte – Hauptbahnhof – Surheide
510 Hauptbahnhof – Fähranleger – Am Seedeich
512 Überseering – Lloyd-Werft – Rotersand
513 AnrufLinienTaxi: Plätternweg – Leherheide West
514 Hauptbahnhof – Fischereihafen – IKEA
515 AnrufLinienTaxi: Buschkämpen – Stadtverwaltung
516 AnrufLinienTaxi: Carsten-Börger-Straße – Labradorhafen – Seewindstraße
517 Klinikum Bremerhaven – Surheide – Wulsdorf/Bohmsiel
518 AnrufLinienTaxi: Schierholz-Ost – Eisenbahnstraße
519 AnrufLinienTaxi: Wulsdorf Mitte – Lieth-Breden Siedlung
HL Hafen-Liner:  Rotersand – Thünen-Institut
ML Moon-Liner: Leherheide – Langen – Stadtmitte – Hauptbahnhof – Grünhöfe – Wulsdorf – Surheide – Klinikum Bremerhaven – Hauptbahnhof – Stadtmitte – Lehe – Leherheide (Ringlinie)
NL Night-Liner:  Debstedt – Langen – Lehe – Stadtmitte – Hauptbahnhof – Wulsdorf, Bohmsiel

## Wagenpark
1935 waren bereits 14 Omnibusse und ein Anhänger vorhanden.
Am 31. März 2025 besaß BremerhavenBus 96 Linienbusse, davon 76 Gelenkbusse und 20 Solobusse. Zwei Doppeldeckerbusse werden zusätzlich für Stadtrundfahrten als HafenBus oder für gemietete Sonderfahrten vorgehalten.
Der Fuhrpark setzt sich aus folgenden Typen zusammen:
- Mercedes-Benz O 530 Ü (Citaro)
- Mercedes-Benz O 530 MÜ (Citaro)
- Mercedes-Benz O 530 G (Citaro)
- Mercedes-Benz O 530 MÜ (Citaro Facelift)
- Mercedes-Benz O 530 G (Citaro Facelift)
- Mercedes-Benz O 530 LE (Citaro C2)
- Mercedes-Benz O 530 LE MÜ (Citaro C2)
- Mercedes-Benz O 530 G (Citaro C2)
- Mercedes-Benz O 530 G (Citaro C2 hybrid)
- Mercedes-Benz O 530 G (eCitaro fuel cell)
- MAN A21 (Lion’s City)
- Setra S 431 DT (Doppeldeckbus)
- CaetanoBus H2.City Gold (Solo-Wasserstoffbus)